# أرفو لين
أرفو لين (بالفنلندية: Arvo Laine)‏ هو منافس ألعاب قوى فنلندي، ولد في 8 أغسطس 1887 في تامبيري في فنلندا، وتوفي في 24 أبريل 1938.

## وصلات خارجية
- أرفو لين على موقع أوليمبيديا (الإنجليزية)